# Hessischer Radfernweg R4

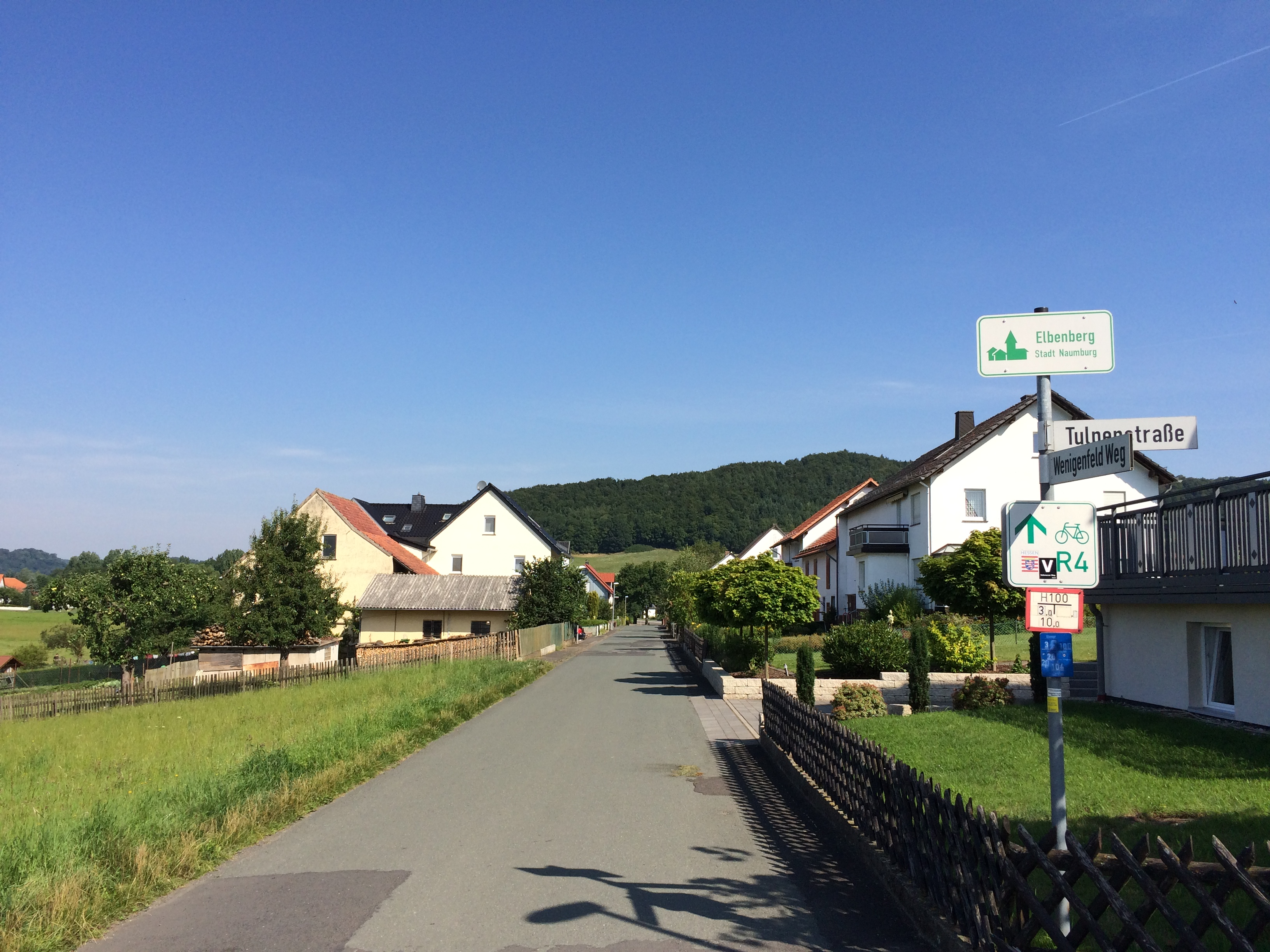
Der Volkmarser Weg (V) und der Hessische Radfernweg R4 zwischen der Naumburger Straße (Kreisstraße 111) und der Jahnstraße auf dem Wenigenfeld Weg in Elbenberg

Der Hessische Radfernweg R4 ist einer von neun Radfernwegen in Hessen. Er trägt den Namen Nord-Süd-Radweg und steht unter dem Motto Von Dornröschen zu den Nibelungen. Der Radfernweg beginnt in Hirschhorn am Neckar und verläuft überwiegend über asphaltierte Wege entlang von Mümling, Nidda und Schwalm nach Bad Karlshafen an der Weser. Die Gesamtlänge beträgt ungefähr 385 Kilometer.

## Unterwegsstationen
Hirschhorn – Beerfelden – Erbach – Michelstadt – Höchst – Otzberg – Groß-Umstadt – Babenhausen – Rodgau – Maintal – Florstadt – Nidda – Schotten – Ulrichstein – Alsfeld – Bad Zwesten – Borken – Fritzlar – Wolfhagen – Hofgeismar – Trendelburg – Bad Karlshafen.

## Anschluss an andere große Radwege
- Hessischer Radfernweg R1 bei Bad Karlshafen
- Hessischer Radfernweg R2 bei Alsfeld
- Hessischer Radfernweg R3 bei Maintal
- Hessischer Radfernweg R5 bei Borken
- Hessischer Radfernweg R7 bei Ulrichstein
- Hessischer Radfernweg R9 bei Höchst im Odenwald
- Limesradweg in Florstadt-Staden
- Main-Radweg bei Maintal
- Niddaradweg von Karben (wo auch der Bonifatiusweg gekreuzt wird) bis Schotten identisch
- Weserradweg bei Bad Karlshafen